# Rick Derringer
Rick Derringer, nome d'arte di Richard Zehringer (Celina, 5 agosto 1947 – Ormond Beach, 26 maggio 2025), è stato un cantante, chitarrista e compositore statunitense, noto per aver composto la canzone Rock and Roll, Hoochie Koo.

## Biografia
Nel 1965, all'età di 18 anni, Rick registrò con la sua band The McCoys il brano Hang On Sloopy, che divenne la canzone #2 nelle classifiche degli Stati Uniti dopo Yesterday dei The Beatles.
Derringer registrò e suonò anche in una versione della band di Johnny Winter chiamata "Johnny Winter And ..." e anche nel gruppo Edgar Winter's White Trash e nel The Edgar Winter Group. Derringer ebbe anche una buona carriera solistica, e la sua versione di Rock 'n Roll Hoochie Koo divenne un singolo molto venduto. Registrò anche a lungo con gli Steely Dan, suonando la chitarra in canzoni come Show Biz Kids.
Derringer compose anche una traccia per l'album della World Wrestling Federation The Wrestling Album intitolata Real American, poi scelta come brano d'entrata dal lottatore Hulk Hogan. Derringer scrisse anche la canzone d'entrata per il WWF Tag Team Demolition.
Negli anni ottanta, Derringer espanse le sue abilità di produzione, scoprendo artisti come Mason Ruffner e "Weird Al" Yankovic. Per quest'ultimo suonò in molti suoi album, esibendosi sia con la chitarra che con il mandolino. Nel 1983 suona la chitarra elettrica ed è anche tra i coristi nel brano Zucchero zucchero, interpretato da Cristina Moffa ed usato come sigla della trasmissione Drive In, condotta da Ezio Greggio e Gianfranco D'Angelo ed andata in onda su Italia 1.
Le sue successive pubblicazioni includono i dischi Tend The Fire (1997), DBA-Derringer, Bogert & Appice (2001) e Free Ride Smooth Jazz (2002). È stato anche ospite di un progetto di Tom Guerra, culminato col disco Mambo Sons, e in quello di Damon Fowler, con l'album Riverview Drive (2000). Rick continuò a esibirsi e a registrare con varie formazioni rock and roll, smooth jazz e christian rock e apparve nell'album di Les Paul American Made World Played (2005) nella traccia Good Morning, Little Schoolgirl. Ha lavorato con Cyndi Lauper, Neil Sedaka, Barbra Streisand, Bonnie Tyler, Steely Dan.
Ha suonato la chitarra acustica (insieme a Phil Palmer) in alcune canzoni dell'album Buonanotte sognatori di Federica Camba, come Una cosa grande.

## Discografia

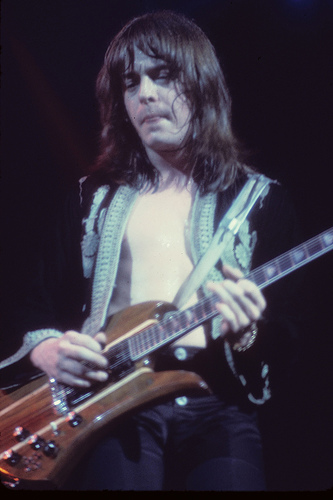
Rick Derringer negli anni settanta.

### Come Rick Derringer
- 1973 - All American Boy
- 1975 - Spring Fever
- 1979 - Guitars and Women
- 1980 - Face to Face
- 1983 - Good Dirty Fun
- 1993 - Back to the Blues
- 1994 - Electra Blues
- 1997 - Tend the Fire
- 1998 - Blues Deluxe
- 2000 - Jackhammer Blues
- 2001 - DBA-Derringer, Bogert & Appice- doin' business as...
- 2002 - Free Ride Smooth Jazz

Live
- 1998 - King Biscuit Flower Hour
- 1998 - Rick Derringer & Friends (con Edgar Winter, Ian Hunter, Dr. John, Lorna Luft, Hall and Oates)
- 2006 - Live at Cheney Hall

Raccolte
- 1996 - Rock and Roll Hoochie Koo: The Best of Rick Derringer

### Come Derringer
Album in studio
- 1976 - Derringer
- 1977 - Sweet Evil
- 1978 - If I Weren't So Romantic I'd Shoot You

Live
- 1976 - Live in Cleveland
- 1977 - Derringer Live

Raccolte
- 1996 - Required Rocking

### Con i DNA
- 1983 - Party Tested

### Partecipazioni
- 1977 - Kiss - Lager than life (Solo guitar)
- 1983 - Kiss - Lick It Up
- 1985 - The Wrestling Album
- 1993 - Meat Loaf - Midnight at the Lost and Found
- 1994 - Eddie Schwartz - Private Life (Best Shots)
- 1998 - Joe Lynn Turner - Under Cover, Vol. 2
- 1998 - Meat Loaf - The Very Best of Meatloaf
- 1999 - Alice Cooper - The Life and Crimes of Alice Cooper